# میانهٔ طلایی
راه میانه یا به‌عبارتی «میانهٔ طلایی»، به معنای گزینش میانه مطلوب، بین دو راه افراطی است که یکی زیاده‌روی و دیگری کوتاهی یا کمبود میباشد. این اندیشه، دست‌کم از زمان حکم دلفی «هیچ چیزی بیش از حد نیست» در زبان یونانی مطرح بوده است؛ همانطور که در گفت‌وگوی فیلبوس اثر افلاطون، مورد بحث قرار گرفته است. ارسطو در کتاب دوم اخلاق نیکوماخوسی خود، به تحلیل این مفهوم پرداخته و فضایل اخلاقی را، به‌مثابه یک حالت میانه، بین دو حالت افراطی تعریف کرده‌است. این نظریه بعدها به یکی از ارکان اخلاق فضیلت و ‌محور ارسطویی تبدیل شد. برای نمونه، شجاعت در اخلاق ارسطویی یک فضیلت است، اما اگر بیش از حد باشد، به بی‌پروایی می‌انجامد و در صورت فقدان، به ترس و بزدلی تبدیل میشود. حتی در سیاست نیز، حکومت ایده‌آل نزد ارسطو، ترکیب یک میانگین از سلطنت، دموکراسی و اشراف‌سالاری است.

## تاریخچه

### در فلسفه غرب

#### میتئولوژی کرت
یکی از نخستین بازتاب‌های فرهنگی این ایده را، می‌توان در افسانهٔ دایدالوس و ایکاروس یافت. دایدالوس، هنرمند چیره‌دست، برای خود و پسرش ایکاروس، بال‌هایی از پر و موم ساخت تا از دست مینوس شاه بگریزند. او بپسرش هشدار داد که «راه میانه را بپیماید»، یعنی نه زیاد به خورشید نزدیک شود (تا مثل موم آب نشود) و نه زیاد به دریا (تا خیس نشود). اما ایکاروس، این هشدار را نادیده گرفت و با بالا رفتن بیش از حد، بال‌هایش ذوب شد، به دریا افتاد و غرق شد.

#### دلفی
بر سردر معبد دلفی، این جمله بزبان یونانی حک‌شده بود: «هیچ چیزی بیش از حد نیست».

#### کلیوبولوس
حکیم یونانی، کلیوبولوس، گفته‌ای دارد که میگوید: «راه میانه، بهترین راه است».

#### سقراط
سقراط تعلیم می‌داد که انسان باید «راه میانه را برگزیند و تا حد ممکن از افراط و تفریط بپرهیزد». در مورد تربیت نیز، سقراط هشدار می‌داد که پرداختن انحصاری به ورزش یا موسیقی، می‌تواند انسان را یا بیش‌از‌حد خشن و یا بیش‌از‌حد نرم و بی‌حال کند. او معتقد بود که هماهنگی میان این دو، به زیبایی و نیکویی منتهی می‌شود.

#### افلاطون
در آثار افلاطون، به‌ویژه در جمهور و فیلبوس، در مورد رابطهٔ بین تناسب، زیبایی و نیکی، بارها تأکید شده‌است. در فیلبوس، افلاطون معتقد است که هر ترکیبی که از تناسب و اندازه بی‌بهره باشد، به تباهی می‌انجامد. وی در مورد قوانین، این اصل را در شکل‌دهی برای یک دولت ایده‌آل به‌کار می‌برد و خواهان یک انتخاب میانه، مابین سلطنت و دموکراسی است.

#### ارسطو
ارسطو در اخلاق ائودمی، نظریهٔ اخلاق با فضیلت را چنین تبیین می‌کند که فضیلت، نه در کنش بلکه در منش انسان نهفته است. وی در آثارش، از جمله اخلاق نیکوماخوسی و سیاست، بارها بر میانه‌روی تأکید کرده‌است. برای نمونه، انتقاد او از نظام سیاسی اسپارت بر آن استوار است که آن جامعه، مردان را برای جنگ تربیت می‌کرد و نه برای صلح و زنان را بطور کامل، کنار گذاشته بود. در جدول زیر، فضایل اخلاقی ارسطویی، به‌عنوان میانه روی بین دو گزینه افراط و تفریط آمده‌اند:
| حوزهٔ کنش یا احساس | افراط          | فضیلت (میانه) | تفریط        |
| ترس و اعتماد      | بی‌پروایی       | شجاعت         | بزدلی        |
| لذت و رنج         | افراط در لذت   | خویشتن‌داری    | بی‌حسی        |
| خرج‌کردن (کم)      | ولخرجی         | سخاوت         | خست          |
| خرج‌کردن (زیاد)    | زرق‌وبرق        | شکوه‌مندی      | کوچکی        |
| افتخار            | خودپسندی       | بزرگ‌منشی      | حقارت        |
| جاه‌طلبی           | جاه‌طلبی افراطی | بلندهمتی      | بی‌تفاوتی     |
| خشم               | تندخویی        | بردباری       | بی‌حالی       |
| خودابرازی         | لاف‌زنی         | راستی         | فروتنی ظاهری |
| گفت‌وگو            | دلقک‌بازی       | بذله‌گویی      | خشک رفتاری   |
| معاشرت            | چاپلوسی        | خوش‌رفتاری     | تندمزاجی     |
| شرم               | شرم‌افراطی      | حیا           | بی‌شرمی       |
| خشم به ناحق       | حسد            | خشم بجا       | کینه‌توزی     |

## فضایل فکری
ارسطو همچنین به فضایل ذهنی اشاره دارد:
- نوس     (درک شهودی):  شناخت     اصول نخستین.
- اپیستمه     (دانش):  استنتاج     منطقی.
- سوفیا     (حکمت نظری):  ترکیب     درک اصول بنیادین با استنتاج ضروری.
- فرونسیس     (خرد عملی):  دانستن     آنچه باید کرد.
- تخنه     (فن یا هنر):  مهارت     در عمل.
- سونسس     و گنومه:  درک     و داوری درست نسبت به دیگران.

به‌گفتهٔ آلاسدیر مک‌اینتایر، این فهرست، تنها منحصر به ارسطو نیست. هومر و نیز نویسندگان عهد جدید، مانند توماس آکویناس و حتی بنجامین فرانکلین نیز، فهرست‌های "فضایل" خود را ارائه داده‌اند.

## فلسفه شرقی

### بودیسم
گوتاما بودا (قرن ششم پیش از میلاد)، آموزه‌ای به نام راه میانه را مطرح کرد که مسیری بین ریاضت مذهبی افراطی و لذت‌جویی دنیوی است.

### کنفوسیوس
در گفتارهای ( آنالکتا)، منسوب به کنفوسیوس (فعال در دوره کشورهای متخاصم و در قرن ۵ تا ۳ پیش از میلاد)، آمده است که افراط همانند تفریط، ناپسند است. راه زندگی در میانه روی، به عنوان «ژونگ‌یونگ» توصیه شده‌است.

### زوانگ‌زی
زوانگ‌زی (۳۶۹–۲۸۶ پ.م) برجسته‌ترین مفسر دائو محسوب می‌شود که در آثارش نیز به مفاهیمی از اعتدال و هماهنگی پرداخته‌ است.

### تروولووار
تروولووار، شاعر اخلاق‌گرا که تاریخ نگارش اثر او بنام تیروکورال، در قرن دوم پیش از میلاد تا قرن هشتم میلادی نوشته شده و مورد مناقشه است، همینطور بر میانه‌روی تأکید می‌ورزد. او رعایت انصاف را لازمهٔ میانه‌روی می‌داند و انصاف را، حاصل بی‌طرفی و پرهیز از افراط می‌خواند. پاریملالاگر، بعنوان یک مفسر و تاریخ نویس نیز، تفسیری در این مورد ارائه داده است.                                

## اسلام
اسلام نیز در موارد متعدد، راه میانه و میانه روی را توصیه می‌کند. برای مثال، قرآن در زمینهٔ مالی، افراد را از اسراف و بخل نهی می‌کند و بر اعتدال در مصرف تأکید دارد. پیامبر اسلام نیز فرمود: »خَيْرُ الأُمُورِ أَوْسَطُهَا» (بهترین کارها، میانه‌ترین آن‌هاست).
در سورهٔ بقره، آیهٔ ۱۴۳، آمده‌است:
»وَكَذَٰلِكَ جَعَلْنَاكُمْ أُمَّةً وَسَطًا»
(و بدین‌گونه شما را امت میانه‌رو قرار دادیم).
همچنین قرآن، دو گروه را نکوهش می‌کند: یکی آنان که در طلب دنیا افراط می‌ورزند (بقره: ۹۶) و دیگری راهبان افراطی که رهبانیت را ابداع کردند (حدید: ۲۷). اسلام توصیه می‌کند که در امور دینی و دنیوی، از هر دو مورد افراط و تفریط پرهیز شود.

## یهودیت
رامبام (موسی بن میمون) در میشنه تورات، این آموزه را به نخستین حکمای یهود و حتی به ابراهیم نسبت می‌دهد. نمونه‌هایی از این مفهوم وی، در متون ربانی مانند "תוספתא" و "ירושלמי" نیز یافت می‌شوند. اسحاق آرما، ردپای این اندیشه را، حتی در کتاب مقدس هم یافته‌است.
در کتاب مقدس، فصل ۷ آیات ۱۵–۱۶ آمده‌است: «زیاده از حد پارسا مباش»، و «زیاده از حد شرور مباش». مفسر مسیحی، آدام کلارک، اینطور تفسیر می‌کند که «زیاده از حد پارسا» به معنی سخت‌گیری بیش‌ازحد بر خود در عبادات، روزه، و مطالعه است و هشدار می‌دهد که انسان نباید در دینداری آنچنان مبالغه کند که از اعتدال خارج شود. از این رو، می‌توان گفت که ایدهٔ راه میانه یا میانه روی در یهودیت، حتی پیش از ارسطو مطرح بوده‌است. با این حال، برخی از مفسران مانند آلبرت بارنز، تفسیر متفاوتی از این آیات دارند.
رامبام که در قرن دوازدهم می‌زیست (۱۱۳۸–۱۲۰۴ میلادی)، تأکید می‌کند که انسان باید همچون تن، به روان خود نیز رسیدگی کند. همان‌گونه که جسم بیمار به پزشک نیاز دارد، روان بیمار نیز باید به «پزشک روح»، یعنی فیلسوف یا حکیم مراجعه کند. او با زورگوئی مخالفت می‌ورزید و معتقد بود که انسان دارای أراده ای آزاد و توانی تغییر پذیر است.
اعتدال در ادبیات نیز، یک اصل بنیادی است. در این سنت اخلاقی، تمرین‌کنندگان موظف‌اند که ویژگی‌های اخلاقی خود را در حالت تعادل بین افراط و تفریط حفظ کنند. برای نمونه، صبر بیش از حد و یا صبر نداشتن، هر دو ناپسند شمرده می‌شوند. هدف، پرورش هشیاری لحظه‌به‌لحظه، برای ایجاد تعادل در منش، اندیشه و تمایلات است.

## مسیحیت
توماس آکویناس، فیلسوف و الهی دان کاتولیک قرون وسطی، در کتاب سومای الهیات (قسمت نخست ثانویه، پرسش ۶۴) بیان می‌کند که مسیحیت، با راه میانه روی سازگار است:
»بنابراین، در مورد ناسازگاری با قاعده های امور مربوطه، این ناسازگاری ممکن است از افراط یا تفریط ناشی شود… بنابراین، فضیلت اخلاقی، به‌وضوح  میانه روی را رعایت میکند».

## هندوئیسم
در متون هندو نیز بر راه میانه تأکید شده‌است. در آیه ۶:۱۶ بهاگاواد گیتا، کریشنا به آرجونا می‌گوید:
«یوگا نه برای آن‌کس است که زیاد می‌خورد، نه برای آن‌کس که بسیار کم می‌خورد؛ نه برای آن‌کس که زیاد می‌خوابد و نه برای آن‌که بسیار بیدار می‌ماند.»
همچنین در فلسفه گونای هندویی، سه حالت بنیادین در طبیعت مطرح‌اند:
- راجا     گونا (فعالیت     زیاد)
- ساتوا     گونا (تعادل)
- تاما     گونا (منفی     گری و تنبلی)      راه ساتوا     گونا، معادل همان اعتدال یا راه میانه و میانه روی است.

## دوران مدرن
ژاک ماریتن، فیلسوف کاتولیک فرانسوی، در کتاب درآمدی بر فلسفه (۱۹۳۰)، ایدهٔ راه میانه و میانه روی را، در چهارچوب فلسفه توماسی-ارسطویی، میان افراط‌ها و کاستی‌های دیگر نظام‌های فکری جای می‌دهد. 

## نقل‌قول‌ها
»در بسیاری از امور، راه میانه بهترین است؛ جایگاه من، جایگاه میانه باشد .«
–  فوسیلیدس
»وقتی کولریج می‌کوشید زیبایی را تعریف کند، همواره به این اندیشه بازمی‌گشت: زیبایی یعنی وحدت در تنوع. 
علم، چیزی جز جست‌وجوی وحدت در میان آشفتگی طبیعت نیست…، شعر، نقاشی و هنرها نیز، همین جست‌وجوی وحدت در تنوع‌اند«.
–  ژاکوب برونوفسکی
»اگر هماهنگی برای تأمل زیبا نبود، علم ارزشی نداشت«.
–  آنری پوانکاره
»اگر کسی تمایل به یکی از این دو راه افراطی دارد، باید بازگردد و خود را اصلاح کند تا در راه درست که راه نیکان است، گام بردارد. راه درست، در هر دسته از ویژگی‌های انسانی، راه میانه‌ای است که از هر دو سو، فاصلهٔ برابر دارد«.
–  موسی بن میمون (رامبام)
»آنچه مطلوب است، ایجاد تعادل بین افراط و تفریط، از طریق اعتدال و با در نظر گرفتن فاصله‌ از هر دو سوی افراط است«.
–  ابوحامد غزالی